# Seznam južnoafriških generalov
Seznam južnoafriških generalov.

## B
- James Mitchell Baker
- Leonard Beyers
- Jacobus Nicolas Bierman
- Clifford Ernest Borain
- Hermanus N.W. Botha
- Andries Jacob Eksteen Brink
- George E. Brink

## C
- John J. Collyer

## D
- Isaac P. De Villiers
- Pieter De Waal

## H
- James Barry Munnik Hertzog
- Frederick Hoare

## K
- Balzaser Klopper

## N
- Godfrey Ngwenya

## O
- Alexander J. Orenstein

## P
- Robert John Palmer
- Dan H. Pienaar
- William Henry Evered Poole

## R
- Kenneth Ray

## T
- Francois Theron

## V
- Kenneth Van der Spuy
- Pierre Helpperus Andries Van Ryneveld
- Christoffel J. Venter

## W
- Hubert S. Wakefield
- Christian Ludolph de Wet du Toit